# Rivière Yamaska Nord
Pour les articles homonymes, voir Yamaska.
La rivière Yamaska Nord est un tributaire de la rivière Yamaska. Elle coule sur 47,8 km sur la Rive-Sud du fleuve Saint-Laurent, au Québec, Canada et traverse cinq municipalités, certaines d'entre elles en tirent leur eau potable. 
Comme le reste de la Yamaska, il s'agit d'une importante source de vie sur le territoire environnant et le développement urbain, agricole et industriel ont eu un impact négatif sur l'écosystème habitant ses eaux depuis la colonisation de la région des Cantons-de-l'Est. 
Depuis longtemps un lieu d'inspirant pour les photographes, la réflexion face à la pollution dans la Yamaska Nord voit la croissance d'autres mouvements comme l'art collectif, qui à leur tour invitent à l'écocitoyenneté aux abords de la rivière ; on retrouve des efforts de municipalités locales et leur municipalités régionales de comté ainsi que de divers organismes et citoyens pour voir les impacts des villes et villages sur la qualité de l'eau altérés.

## Toponymie
Le nom «Rivière Yamaska Nord» date officiellement du 5 décembre 1968 (lors de son inscription à la Commission de toponymie du Québec) ; jadis, ce cours d'eau était désigné «rivière Granby» et «rivière Waterloo». 
« Yamaska » peut venir de l'abénaqui et signifie « il y a des joncs au large » ou « il y a beaucoup de foin » ; ces noms sont une référence aux milieux humides de la baie de Lavallière, où la rivière embouche et la végétation est abondante. Une autre origine possible serait de l'algonquin « hia muskeg » qui signifie « rivière des savanes » ou « rivière aux eaux bourbeuses ».
Cet affluent arrive d'une direction nord au moment de se déverser dans la rivière Yamaska.

## Géographie

### Hydrographie
Le bassin versant de cette rivière couvre 292 km2. Longue de 44 km, elle prend sa source au lac Waterloo, à 208 m, situé au sud du village de Waterloo ; son cours forme un arc de cercle qui contourne le mont Shefford par le nord. Son cours comprend peu de tributaire. Il inclut cependant de nombreux plans d'eau comme les lacs Waterloo et Boivin et le réservoir  Choinière. Elle rejoint la rivière Yamaska à Brigham à une altitude de 71 m. 
Son débit annuel moyen est de 0,6 m3/s à la sortie du lac Waterloo. À l'exutoire du réservoir Choinière, le débit moyen y est de 2,7 m3/s avec des variations allant de 5,7 m3/s durant les crues d'avril et 1,8 m3/s durant l'étiage en août. À l'embouchure, la rivière à un débit de 5,0 m3/s avec des variations annuelles allant de 11,1 m3/s durant la crue et 2,6 m3/s en période d'étiage.

### Cours

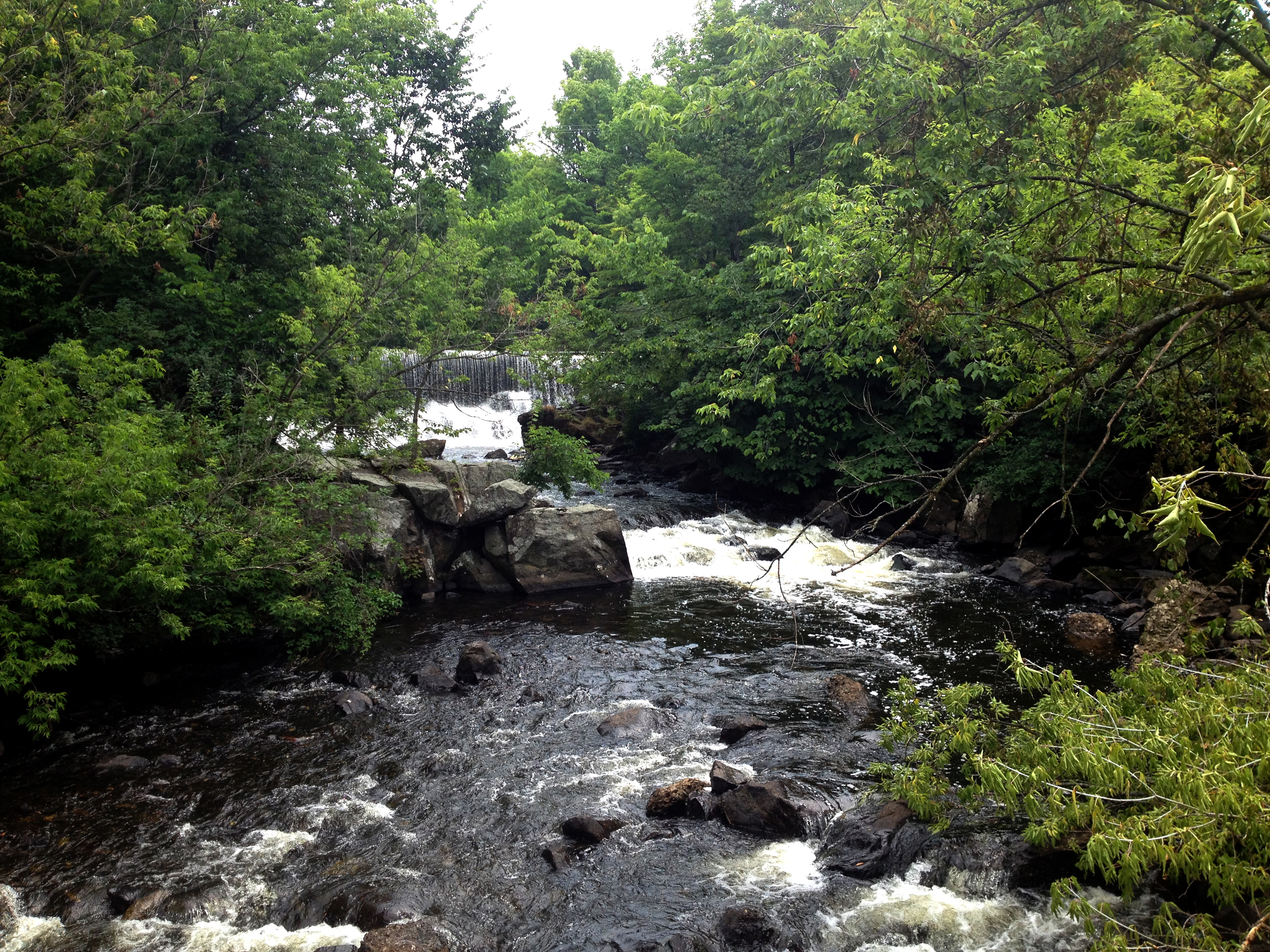
Chutes au centre-ville de Granby.

Le cours de la rivière Yamaska Nord est divisé en deux segments.

#### Cours supérieur
Le cours supérieur de la rivière s'étend sur 17 km. À partir du lac Waterloo, la rivière Yamaska Nord coule sur :
- 5,4 km vers le nord en recueillant les eaux de la décharge (venant de l'ouest) des lacs Enchanté et des Sources, jusqu'au village de Warden ;
- 1,9 km vers le nord jusqu'à un ruisseau (venant de l'est) ;
- 5,9 km vers le nord-ouest jusqu'au fond d'une baie du réservoir Choinière ;
- 3,8 km vers l'ouest en traversant le réservoir Choinière (longueur de 4,9 km ; altitude : 143 m).

#### Cours en aval du réservoir Choinière
Cours en aval du réservoir Choinière est un segment long de 30,8 km.
À partir du barrage, situé à l'ouest du réservoir Choinière, la rivière Yamaska Nord coule sur :
- 7,4 km vers le sud-ouest jusqu'à un bassin de rétention situé dans une baie sur la rive est du lac Boivin (altitude : 110 m) ;
- 3,5 km vers le sud-ouest en traversant le lac Boivin, situé dans la ville de Granby ;
- 10,0 km vers le sud-ouest en traversant la ville de Granby, jusqu'à l'autoroute 10 ;
- 9,9 km vers le sud-ouest en zone agricole jusqu'à son embouchure.

La rivière Yamaska Nord se déverse sur la rive nord de la rivière Yamaska en aval de Adamsville et en amont de Farnham.

## Biodiversité

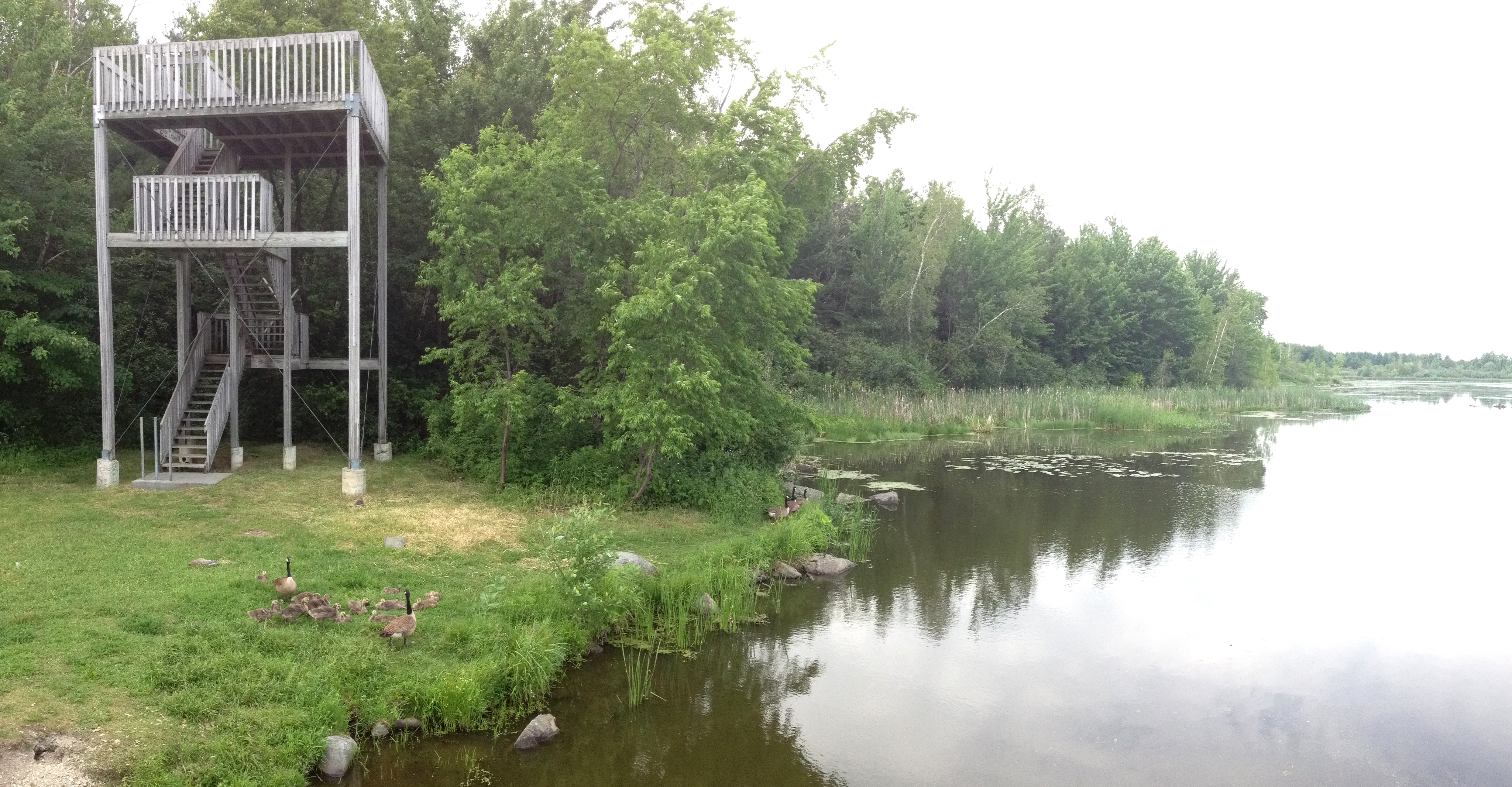
La Yamaska offre des vues splendides sur la nature.

Une multitude de créatures et végétaux de tailles et formes diverses peuplent la rivière Yamaska Nord, celles-ci varient grandement d'une saison à l'autre. En raison de sa richesse naturelle, l'exploitation de ces dernières est commune sous forme commerciale ou récréationnelle. En effet, son débit lent, la présence de beaucoup d'espèces de poissons et l'emplacement stratégique de plans d'eau artificiels et d'un parc national en font une des rivières les populaires pour la pêche et le tourisme dans les Cantons-de-l'Est ; la présence de pollution dans l'eau, principalement liée aux pesticides et autres déjections agricoles qui s'écoulent via le bassin versant de la Yamaska est problématique pour les espèces naturelles et pour les citoyens désirant profiter de la nature de la rivière. Pour contrer la disparition d'espèces intolérantes à la pollution, le gouvernement du Québec ensemence parfois le cours d'eau (ainsi que le reste de la Yamaska) avec des espèces sélectionnées.
La végétation aux abords de la Yamaska Nord est mixte, on y retrouve des arbres par endroits, des plantes de marécages à d'autres ; durant l'hiver, la majorité de cette vie végétale demeure dormante, à l'exception des espèces conifères. En effet, l'hiver est une saison durant laquelle les espèces sont peu nombreuses, mais faciles à observer, puisque les feuilles sont ensevelies. Au printemps, les espèces hibernant réapparaissent et les oiseaux migrateurs font leur retour ; ils resteront jusqu'à l’automne et sont très actifs aux abords de la rivière, là où la présence humaine est moindre.

### Études ichtyologiques
Quelques échantillonnages des espèces de poissons dans la partie Yamaska Nord ont été réalisés en 1995 et 2003 par le ministère de l'Environnement et de la Lutte contre les changements climatiques, d'autres en 1998 ou 1999 furent entrepris par le ministère des Ressources naturelles et de la Faune, ceci permit de dresser une liste de 33 poissons qui y résident.
- Achigan à grande bouche (Micropterus salmoides)
- Achigan à petite bouche (Micropterus dolomieu)
- Barbotte brune (Ameiurus nebulosus)
- Brochet maillé (Esox niger)
- Carpe commune (Cyprinus carpio)
- Chevalier blanc (Moxostoma anisurum)
- Chevalier rouge (Moxostoma macrolepidotum)
- Crapet de roche (Ambloplites rupestris)
- Crapet soleil (Lepomis gibbosus)
- Fouille-roche zébré (Percina caprodes)
- Grand brochet (Esox lucius)
- Méné à grosse tête (Pimephales promelas)
- Méné à museau arrondi (Pimephales notatus)
- Méné à tache noire (Notropis hudsonius)
- Méné à tête rose (Notropis rubellus)
- Méné bleu (Cyprinella spiloptera)
- Méné d'argent (Hybognathus regius)
- Méné émeraude (Notropis atherinoides)
- Méné jaune (Notemigonus crysoleucas)
- Méné paille (Notropis stramineus)
- Méné pâle (Notropis volucellus)
- Meunier noir (Catostomus commersonii)
- Mulet à corne (Semotilus atromaculatus)
- Naseux des rapides (Rhinichthys cataractae)
- Naseux noir de l'Est (Rhinichthys atratulus)
- Omble de fontaine (Salvelinus fontinalis)
- Ouitouche (Semotilus corporalis)
- Perchaude (Perca flavescens)
- Raseux-de-terre gris (Etheostoma olmstedi)
- Truite arc-en-ciel (Oncorhynchus mykiss)
- Truite brune (Salmo trutt)
- Umbre de vase (Umbra limi)

### Recensement ornithologique
Des inventaires d'oiseaux qui vivent au Québec sont dressés par ÉPOQ (Étude des populations d'oiseaux du Québec) ; la Yamaska Nord étant très importantes pour les oiseaux en raison de ses vastes marais autour du lac Boivin et du parc national de la Yamaska, un intérêt y est porté et permet une bonne source de données basées sur les observations du COOHY (Club d'Observateurs d'Oiseaux de la Haute-Yamaska).
On y retrouve une myriade d'espèces à l'année longue, bien qu'une grande partie migre vers le sud à l'automne pour ne revenir qu'au printemps. La présence d'un cours d'eau signifie que beaucoup d'espèces aquatiques peuvent s'y épanouir ; parmi les espèces les plus impressionnantes et communes on retrouve le grand héron, le cormoran à aigrette et la bernache du Canada. L'eau signifie souvent que les insectes seront en grand nombre, beaucoup d'oiseaux vivent aux abords de la rivière pour sa grande abondance en nourriture.

### Mammifères
Le vison, le castor, le rat musqué sont les trois principaux mammifères qui profitent du milieu aquatique qu'offre la Yamaska Nord, mais la plupart des espèces terrestres viennent également s'y abreuver ou chasser les amphibiens et œufs de reptiles sur les berges ; parmi les plus communs sont la mouffette rayée, le raton laveur et le cerf de Virginie.

## Conservation
Depuis plusieurs années, les citoyens et municipalités qui composent le bassin versant de la Yamaska misent à réduire l'impact négatif qu'ont les humains sur la nature qui dépend de celui-ci. On remarque la multiplication d'art communautaire, d'événements de sensibilisation, de distribution d'information sur le sujet, ainsi que des invitations à l'écocitoyenneté, la responsabilisation et l'appréciation générale de la nature. 

### Efforts à Granby
Granby constitue une des municipalités posant des actions directes en liens avec la santé de la rivière ; des consultations publiques ont été mises en place concernant l'avenir du lac Boivin, la ville fait aussi la promotion de murales aux messages environnementaux sur des murs publiques et bâtiments municipaux, formant des alliances avec des organismes à but non lucratif et les citoyens engagés.

#### Art-Yamaska
Dans le cadre d'un projet visionnaire, l'Atelier 19 art et créativité (un organisme œuvrant à Granby) réalisa une série d'ateliers sur le sujet de l'art mural et de la mosaïque durant lesquels des citoyens bénévoles confectionnèrent deux œuvres murales sur panneaux, qu'on accrocha sur la station de pompage A-B-C ; l'emplacement est approprié, puisque la station pompe l'eau de la Yamaska Nord pour des fins de consommation dans la ville, sa proximité de la rivière et du lac Boivin en augmentent l'impact. Urgence Yamaska est un appel à l'aide de la rivière et de ses habitants naturels, les animaux, La Yamaska, c'est nous, est une série de neuf panneaux remplis de messages informatifs au sujet de l'eau de la rivière et ses habitants ; les deux pièces furent officiellement inaugurées le 11 mai 2013 lors de la fête annuelle de la rivière. Le message porté part les murales Urgence Yamaska et La Yamaska, c'est nous proviennent d'une réflexion collective sur le sujet de la santé de la rivière. Il est facile de repérer les murales à partir du réseau de pistes cyclables qui contournent le lac Boivin.

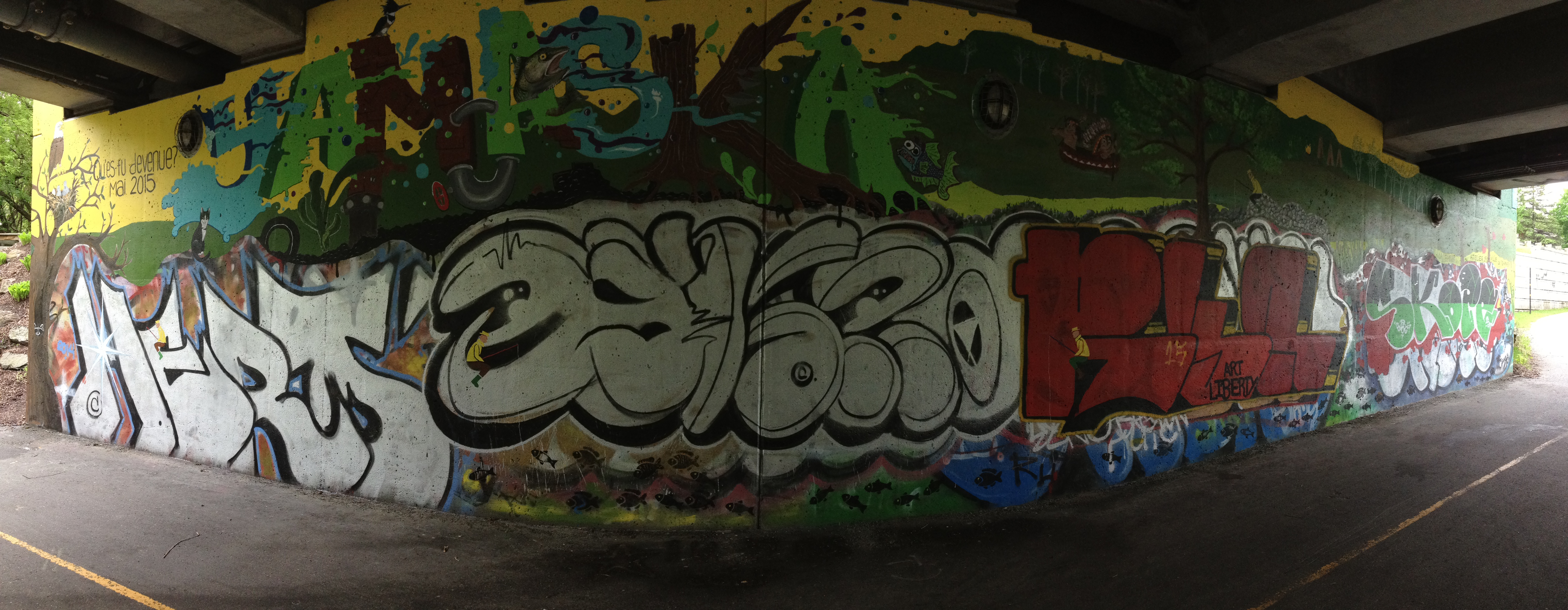
Qu'es-tu devenu Yamaska ?.

Deux ans plus tard, la suite du projet Art-Yamaska se déroule sous le pont Patrick-Hackett, un peu plus bas sur la Yamaska Nord, en plein centre-ville de Granby ; cette fois encore, des citoyens participent à une suite de huit ateliers donnés au Centre culturel France-Arbour dans les locaux de l'Atelier 19, ceux-ci étaient au sujet de l'art graffiti et visent le développement d'une murale avec un message portant sur l'environnement et le comportement respectueux de la nature. Comme le dessous du pont Patrick-Hackett est un lieu reconnu pour le vandalisme, une part des œuvres illégales fut conservée au bas du mur, alors que le haut et les côtés se virent transformés en une représentation unique de la Yamaska. Le titre officiel, Qu'es-tu devenu, Yamaska ?, est peint à la main avec une technique rappelant le graffiti ; il s'agit du travail collectif de plus d'une trentaine de bénévoles de tous les groupes d'âges ; la conception du message est issu d'un groupe de jeunes de la région ayant tous l'environnement à cœur.